# Pleš (Slovenië)
Pleš (Duits: Plösch) is een plaats in Slovenië en maakt deel uit van de gemeente Žužemberk in de NUTS-3-regio Jugovzhodna Slovenija. De plaats telde 12 inwoners op 1 januari 2020.